# Tiago Nunes
Tiago Retzlaff Nunes (Santa Maria, 15 de fevereiro de 1980) é um treinador de futebol brasileiro. Atualmente está na LDU Quito. Seu principal trabalho foi no Athletico Paranaense, onde ganhou uma Copa Sul-Americana e uma Copa do Brasil, títulos até então inéditos no clube.

## Carreira

### Passagens por clubes do interior gaúcho
De ascendência materna alemã, Nunes nasceu no município gaúcho de Santa Maria, e começou a carreira em meados dos anos 2000. Treinou equipes do interior como: Sapucaiense, Nacional, Riograndense, Bagé e União Frederiquense. Entre 2013 e 2014, assumiu as equipes do sub-15 e sub-20 do Grêmio.
Passou também pelo Juventude e Ferroviária, em 13 de maio de 2016 foi anunciado pelo São Paulo, de Rio Grande, no qual teve uma curta passagem. em 17 de outubro, foi anunciado pelo Veranópolis.

### Athletico Paranaense
Em 21 de abril de 2017, Nunes foi anunciado pelo Athletico Paranaense como treinador da equipe Sub-23. Como técnico dessa categoria, foi campeão paranaense no campeonato profissional, quando o clube utilizou o time de base para disputar o torneio. No dia 27 de junho de 2018, assumiu a equipe principal substituindo Fernando Diniz. Tiago Nunes logo obteve sucesso, conquistando os títulos da Copa Sul-Americana de 2018, da Levain Cup 2019 e da Copa do Brasil de 2019.

### Corinthians
No dia 7 novembro de 2019, Nunes foi anunciado novo treinador do Corinthians para a temporada de 2020, substituindo seu antecessor Fábio Carille. Em sua estreia venceu o Botafogo-SP por 3 a 0 na Neo Química Arena pelo Campeonato Paulista. Foi demitido no dia 11 de setembro de 2020, após uma derrota por 2 a 0 contra o Palmeiras na Neo Química Arena pelo Campeonato Brasileiro.

### Grêmio
Dias após a demissão de Renato Gaúcho, em abril de 2021, Tiago Nunes foi anunciado novo treinador do Grêmio. Sem clube desde setembro do ano anterior, ele assinou contrato até dezembro de 2022. Os auxiliares Evandro Luis Fornari e Kelly Guimarães, que haviam trabalhado com ele no Athletico Paranaense e no Corinthians, também foram contratados pelo clube gaúcho.
O treinador estreou em 24 de abril, na vitória por três a dois sobre o Ypiranga, em Erechim, válida pelo Campeonato Gaúcho. Menos de um mês depois, Nunes conquistou seu primeiro título como treinador do clube, o Gauchão. Ele esteve no banco de reservas da equipe em cinco dos quinze jogos na competição.
Em 30 de abril, Nunes foi diagnosticado com COVID-19, às vésperas da estreia do Grêmio no Campeonato Brasileiro. Durante o período em que o treinador esteve afastado, o clube conquistou a Recopa Gaúcha ao vencer o Santa Cruz por três a zero em jogo único na Arena. O  analista de desempenho Pedro Sotero esteve no banco de reservas nesta partida. Nunes retornou ao trabalho presencial no dia 7 de junho e comandou o time no empate sem gols com o Brasiliense, válido pela terceira fase da Copa do Brasil.
No Campeonato Brasileiro, no entanto, o time apresentou uma queda significativa de desempenho. Nas primeiras sete partidas, conquistou apenas dois pontos (dois empates e cinco derrotas), com aproveitamento equivalente de 9,5%. Esse foi o pior início do clube na competição desde que essa passou a ser disputada por pontos corridos. Depois de derrota contra o Juventude por dois a zero, em 30 de junho, Nunes recebeu um ultimato da direção do clube. No jogo seguinte, contra o Atlético Goianiense, em 4 de julho, na Arena, a equipe novamente perdeu e, em entrevista coletiva, o vice-presidente de futebol do Grêmio, Marcos Hermann, anunciou que Nunes havia deixado o clube em decisão de comum acordo.
Quando demitido, Tiago Nunes tinha obtido apenas uma vitória nos últimos onze jogos. No total, ele esteve por vinte jogos no comando técnico do clube, com aproveitamento de 58,3% e deixou o clube na última colocação do Campeonato Brasileiro.
De acordo com Nunes, a equipe teve graves problemas de preparação física pouco antes de sua passagem.

### Ceará
Em 30 de agosto de 2021, acertou com o Ceará. No dia 25 de março de 2022, foi demitido após ser eliminado da Copa do Nordeste e do Campeonato Cearense. Segundo Tiago, durante a passagem pelo Ceará, o treinador viveu uma situação inusitada no elenco da equipe. Um jogador do Ceará não fazia faltas para não perder pontos no Cartola FC. O Diário do Nordeste apurou que o jogador era o volante Fernando Sobral. 

### Sporting Cristal
Novembro de 2022 marcou uma nova aventura na carreira de Tiago Nunes, após ser anunciado como  novo técnico do Sporting Cristal, do Peru. Conseguiu a qualificação para a Libertadores após eliminar o Nacional, do Paraguai, por 5–3 no agregado, e depois eliminar o Huracán, da Argentina, por 1–0 no agregado. O brasileiro foi eleito o treinador do mês de maio e de agosto no Campeonato Peruano.

### Botafogo
No dia 16 de novembro de 2023, a diretoria do Botafogo anunciou a chegada de Tiago Nunes para ser o novo treinador da equipe. Ele chegou após a saída de Lucio Flavio, que acumulou resultados ruins e consequentemente a perda da liderança após 31 rodadas no Campeonato Brasileiro. Com contrato até o fim de 2024, seu principal objetivo seria retornar à liderança e conduzir o Glorioso ao título, restando cinco rodadas para o término da competição.
Nunes estreou em um jogo atrasado válido pela 29ª rodada do Campeonato Brasileiro, na qual sua equipe empatou por 2–2 com o Fortaleza, na Arena Castelão.
Após quatro empates em quatro jogos disputados, o treinador não obteve êxito em retornar à liderança, já que o clube não tinha mais chances de título ao terminar a penúltima rodada, tendo inclusive deixado o G-4 do Campeonato Brasileiro. Na última rodada, valendo vaga direta para o Botafogo na fase de grupos, o clube perdeu por 3–1 para o Internacional, no Beira Rio, e mesmo com as derrotas de Flamengo e Atlético Mineiro, que também estavam em busca da vaga direta na fase de grupos, o clube terminou a competição na 5ª colocação, classificando-se para a pré-Libertadores. Em seus cinco jogos à frente da equipe na reta final do campeonato, Tiago Nunes, que obteve quatro empates e uma derrota, teve o voto de confiança da diretoria para continuar o trabalho em 2024, já que não teve culpa do que havia acontecido antes da sua chegada.
Em 22 de fevereiro de 2024, o Botafogo anunciou a demissão do treinador. No total sob o comando de Tiago Nunes foram 15 jogos, quatro vitórias, sete empates e quatro derrotas — um aproveitamento de 42,2%.

## Títulos

### Como treinador
Grêmio
- Campeonato Gaúcho: 2021
- Recopa Gaúcha: 2021

Athletico Paranaense
- Copa do Brasil: 2019
- Levain Cup/CONMEBOL: 2019
- Copa Sul-Americana: 2018
- Campeonato Paranaense: 2018

Juventude
- Campeonato da Região Serrana: 2014[40]

Rio Branco
- Campeonato Acreano: 2010[40]

Luverdense
- Campeonato Mato-Grossense: 2009[40]

São Luiz
- Campeonato Gaúcho - Divisão de Acesso: 2005[40]